# Nowa Wieś (Sokołów)
Pour les articles homonymes, voir Nowa Wieś.
Nowa Wieś [ˈnɔva ˈvjɛɕ] est un village polonais de la gmina de Sokołów Podlaski dans le powiat de Sokołów et dans la voïvodie de Mazovie, au centre-est de la Pologne.
Il est situé à environ 5 kilomètres au nord-ouest de Sokołów Podlaski et à 86 kilomètres à l'est de Varsovie.
Sa population compte 608 habitants en 2006.